# Tundra de las tierras bajas de Beringia
La tundra de las tierras bajas de Beringia o tundra de las tierras bajas beringienses (Beringia lowland tundra) es una ecorregión terrestre norteamericana del tipo tundra del World Wildlife Fund

## Reparto
Esta ecorregión se reparte en varias zonas distintas a lo largo de la costa oeste de Alaska y  del este de la isla San Lorenzo, la isla San Mateo y la isla Nunivak. 

## Clima
Las precipitaciones anuales varían entre 250 mm  y 860 mm. En invierno, las temperaturas medias mínimas varían entre −10 °C y −25 °C. Las temperaturas estivales pueden alcanzar 18 °C.   

## Geomorfología
El relieve de la tundra de las tierras bajas de Beringia es plano u ondulado y de poca altitud. La ecorregión está mal drenada.  Los lagos y los pantanos cubren entre el 15 % y 25 % de la superficie mientras que los marismas ocupan entre el 55 % y 78 %.

## Características biológicas
La vegetación está dominada por las herbáceas de medios húmedos, sobre todo de los juncos y hierba algodonera (Eriophorum angustifolium).  Los hierbas bajas colonizan las zonas mejor drenadas.  Éstas son dominadas generalmente por las ericáceas entre otras la camarina negra.  En otros escasos sitios, las pícea negras y blancas se establecen formando un bosque bajo de alisos, de sauces y de abedules.
La omnipresencia de medios húmedos y del litoral marino ha hecho de esta ecorregión un sitio predilecto para la reproducción de las aves acuáticas, de las limícolas y de las aves marinas.  Entre las especies dignas de mención se encuentra el mérgulo atlántico, el escribano de McKay, la motacilla alba (subespecie ocularis), el ganso emperador y la barnacla carinegra.

## Conservación
Esta ecorregión está casi totalmente intacta.